# Carretera Federal 52
La Carretera Federal 51 es una carretera Mexicana que recorre el estado de Guanajuato, inicia en la ciudad de Yuriria y termina en la ciudad de Salvatierra, tiene una longitud total de 28 km.
Las carreteras federales de México se designan con números impares para rutas norte-sur y con números pares para las rutas este-oeste. Las designaciones numéricas ascienden hacia el sur de México para las rutas norte-sur y ascienden hacia el Este para las rutas este-oeste. Por lo tanto, la carretera federal 51, debido a su trayectoria de este-oeste, tiene la designación de número par, y por estar ubicada en el Centro de México le corresponde la designación N° 51.

## Trayecto

### Guanajuato
- Yuriria  – Carretera Federal 43
- San Pedro de los Naranjos
- Salvatierra – Carretera Federal 51